# Soña Libré
Albums de Cal Tjader
Several Shades of Jade Breeze from the East
Soña Libré est un album de la discographie de Cal Tjader sorti en 1963 qui contient quelques titres connus : Hip Walk, Insight, Invitation et Alonzo.

## Style de l'album
Latin jazz, mambo.

## Titres
1. Hip Walk (A1) - 2:33  ∫ de Cal Tjader
2. Sally's Tomato (A2) - 3:14 ∫  de Henry Mancini
3. O Barquinho (The Little Boat) (A3) - 4:24 ∫ de Ronaldo Boscoli et Roberto Menescal (reprise réarrangée par Clare Fisher)
4. El Muchacho (A4) - 2:59	∫ de Herbert Owen Reed (reprise réarrangée par Clare Fisher)
5. Insight (A5) - 5:35	∫ de Bill Fitch
6. My Reverie (B1) - 2:44	∫ de Claude Debussy (reprise réarrangée par Clare Fisher et Cal Tjader)
7. Manhã de Carnaval (B2) - 6:17  ∫ de Luiz Bonfá et Antonio Maria
8. Azul (B3) - 2:47 ∫ de Cal Tjader
9. Invitation (B4) - 4:08 ∫ de Bronislaw Kaper et Paul Francis Webster (reprise réarrangée par Clare Fisher)
10. Alonzo (B5) - 4:21 ∫ de Lonnie Hewitt

## Personnel et enregistrement
Formation Quintet de Cal Tjader sans sidemen et jouant la totalité de l'album. Les 10 titres de ce disque ont été enregistrés en trois jours et pratiquement dans l'ordre de publication. 
- Enregistrement à Los Angeles (Californie) les 27, 28 et 29 janvier 1963. Masters Verve.

## Design de couverture
- Illustré par une photo : 5 figurines censées représenter le Quintet et, posées à côté, les 2 baguettes de vibraphone de Cal Tjader.
- Photographie de couverture : …

## Informations de sortie
- Année de sortie : 1963
- Intitulé : Cal Tjader - Soña Libré
- Label : Verve Records
- Référence Catalogue : Verve V6-8531
- Format : LP 33 ou (12")
- Liner Notes : ?.

## Réédition FormatLP&CD
- Références : Verve Records CD 815058-2 (1990 ou 1992 ?)[4]

## Observations particulières
On trouve 3 compositions de Cal Tjader sur cet album, une de Bill Fitch et une autre signée par Lonnie Hewitt avec lequel il a précédemment travaillé.
Le titre Invitation est une reprise que Cal Tjader avait déjà adaptée en 1956 sur l'album Latin Kick. C'est un titre que l'on retrouve aussi sur les compilations. Clare Fischer réalise sur cet album Soña Libré son premier enregistrement avec orgue, il utilise un Hammond B-3.
My reverie est un thème réarrangé à la sauce latin jazz à partir d'une pièce musicale de Claude Debussy et datant du XIXe siècle.
Insight est un mambo endiablé par le feu sacré de la rythmique et des percussions. Bill Fitch est le plus souvent connu pour son solo de conga sur ce titre "Insight" qu'il a composé, mais c'est aussi un joueur de bongo (bongoceros) que l'on retrouve sur d'autres albums d'artistes différents.
Manhã de Carnaval, chanson de Luiz Bonfá et Antonio Maria, est considérée aux États-Unis comme l'une des plus importantes chansons brésiliennes de jazz / bossa nova et qui a installé la Bossa Nova comme courant de jazz sur la fin des années 1950. « Manhã de Carnaval » est devenu un standard de jazz, notamment aux États-Unis, qui continue à être régulièrement interprété et réarrangé par une large variété de musiciens dans le monde aussi bien dans sa version chantée que sa version instrumentale.